# Melognathus dromeus
Genre
Espèce
Synonymes
- Cyriopagopus dromeus (Chamberlin, 1917)

Melognathus dromeus, unique représentant du genre Melognathus, est une espèce d'araignées mygalomorphes de la famille des Theraphosidae.

## Distribution
Cette espèce est endémique des Philippines.

## Description
La carapace du mâle holotype mesure 15,5 mm de long sur 14,5 mm.

## Publication originale
- Chamberlin, 1917 : New spiders of the family Aviculariidae. Bulletin of the Museum of Comparative Zoology, Harvard, vol. 61, p. 25-75 (texte intégral).